# Damiano Coletta
Damiano Coletta (n. 7 decembrie 1960, Latina, Lazio, Italia) este un politician italian.